# 国家航空安全機関 (イタリア)

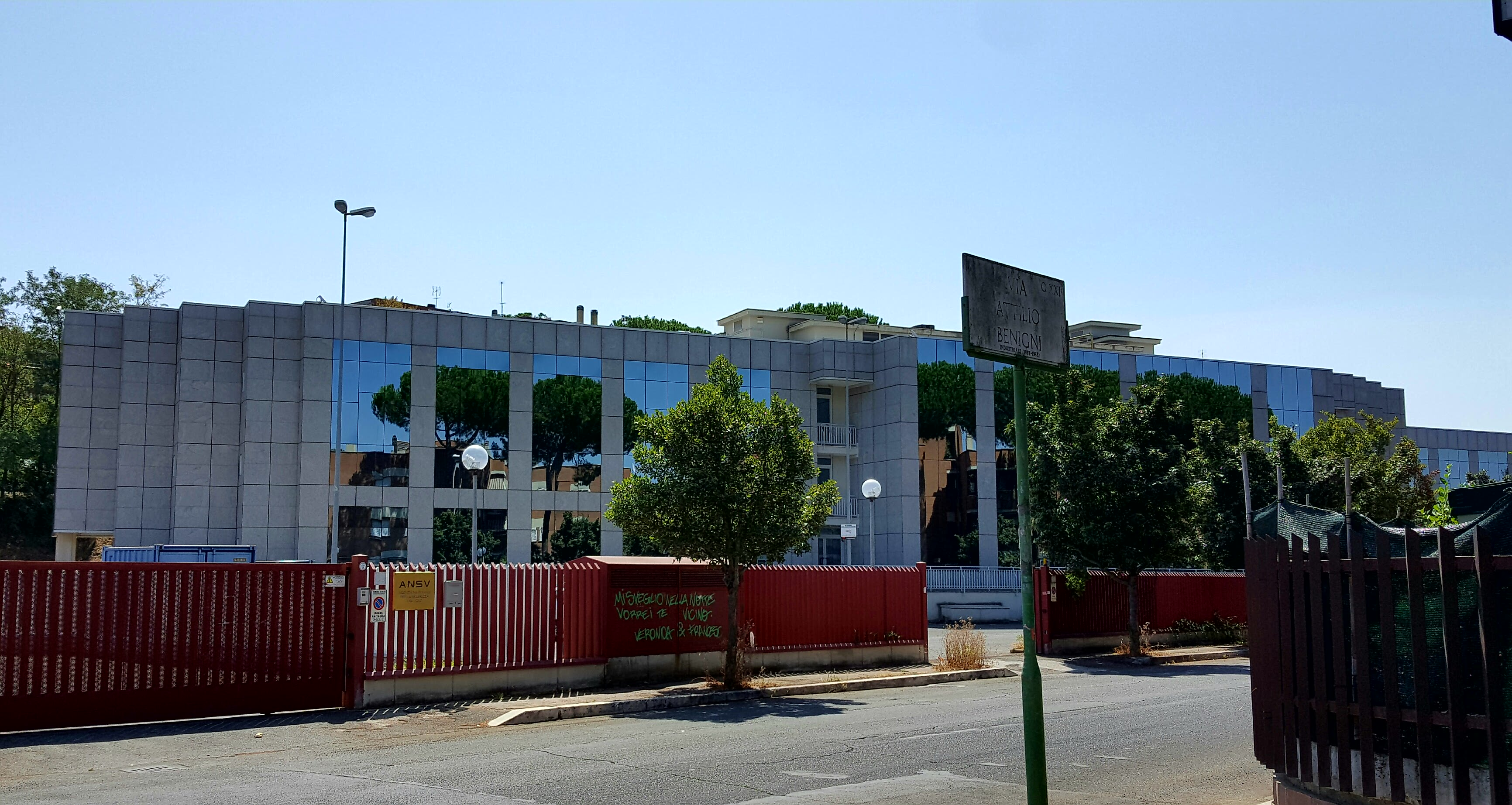
ANSV 本部事務所

国家航空安全機関（伊:Agenzia Nazionale per la Sicurezza del Volo、ANSV）とは、イタリアの航空機事故調査機関である。ローマにANSVの本部が置かれている。イタリアの閣僚評議会議長（首相）がこの機関を監督している。
この機関は1999年2月25日の政令第66号に従って設立された。ANSVの設立以前は、各航空事故や事件の後に2度の調査、空港施設長による形式上の調査とインフラ運輸大臣より任命された特別委員会による正式かつ技術的な調査、が実施されていた。ANSVの設立以降は、航空事故や事件の後にANSVによって一斉調査が実施されている。

## ANSVによる調査が行われた事故
- リナーテ空港事故
- チュニインター1153便不時着水事故
- アルジェリア航空2208便墜落事故（英語版）
- ライアンエアー4102便事故（英語版） －バードストライク事案。